# Stabsfeldwebel
Der Stabsfeldwebel ist ein militärischer Dienstgrad in der Bundeswehr und verschiedenen früheren Streitkräften im deutschsprachigen Raum.

## Bundeswehr
Der Dienstgrad Stabsfeldwebel wird durch den Bundespräsidenten mit der Anordnung des Bundespräsidenten über die Dienstgradbezeichnungen und die Uniform der Soldaten auf Grundlage des Soldatengesetzes festgesetzt.

### Befehlsbefugnis und Dienststellungen
In der Bundeswehr ist der Stabsfeldwebel ein Unteroffiziersdienstgrad, der gemäß der Zentralrichtlinie A-1420/24 „Dienstgrade und Dienstgradgruppen“ zur Dienstgradgruppe der Unteroffiziere mit Portepee zählt. Aufgrund der Zugehörigkeit zur Dienstgradgruppe der Unteroffiziere mit Portepee können Stabsfeldwebel auf Grundlage des § 4 („Vorgesetztenverhältnis auf Grund des Dienstgrades“) der Vorgesetztenverordnung innerhalb der dort gesetzten Grenzen Soldaten der Dienstgradgruppen Mannschaften und Unteroffizieren ohne Portepee Befehle erteilen.
Stabsfeldwebel werden beispielsweise als Kompaniefeldwebel größerer oder besonders herausgehobener Kompanien wie Brigadeeinheiten oder Stabskompanien, als Zugführer besonders spezialisierter Züge oder in Stäben eingesetzt. Aufgrund der Dienststellung können Stabsfeldwebel in den in der Vorgesetztenverordnung aufgezählten Fällen allen dienstlich oder fachlich unterstellten Soldaten Befehle erteilen.

### Ernennung und Besoldung
Maßgebliche gesetzliche Grundlagen für die Ernennung zum Stabsfeldwebel trifft die Soldatenlaufbahnverordnung (SLV) und ergänzend die Zentralrichtlinie A-1340/49. Voraussetzung für die Ernennung zum Stabsfeldwebel ist die Zugehörigkeit zu einer der Laufbahnen der Feldwebel. Die Einstellung mit dem Dienstgrad Stabsfeldwebel ist möglich, wenn der Bewerber über in der Verwendung verwertbare Kenntnisse verfügt. Die meisten Stabsfeldwebel haben zuvor aber im Dienstgrad Hauptfeldwebel gedient. Der Dienstgrad kann i.d. Regel 16 Jahre nach Ernennung zum Feldwebel erreicht werden, davon mindestens 3 als Hauptfeldwebel. Die Mindestdienstzeit ab Beförderung zum Feldwebel stellt dabei sicher, dass Soldaten, die mit höherem Dienstgrad eingestellt wurden, genau so lange in der Laufbahn dienen müssen wie „regulär“ als Mannschaftsdienstgrad eingestellte Soldaten, sodass der Dienstgrad immer eine bestimmte Diensterfahrung mit sich bringt. Lediglich in besonderen Ausnahmefällen („Fliegendes Personal“, Kampfschwimmer und Personal, welches im KSK für besondere Einsätze verwendet wird) erfolgt eine Beförderung bereits 14 Jahre nach Ernennung zum Feldwebel, wobei ebenfalls mindestens 3 Jahre als Hauptfeldwebel gedient werden müssen.
Stabsfeldwebel werden nach der Bundesbesoldungsordnung (BBesO) mit A 9 besoldet.

### Dienstgradabzeichen

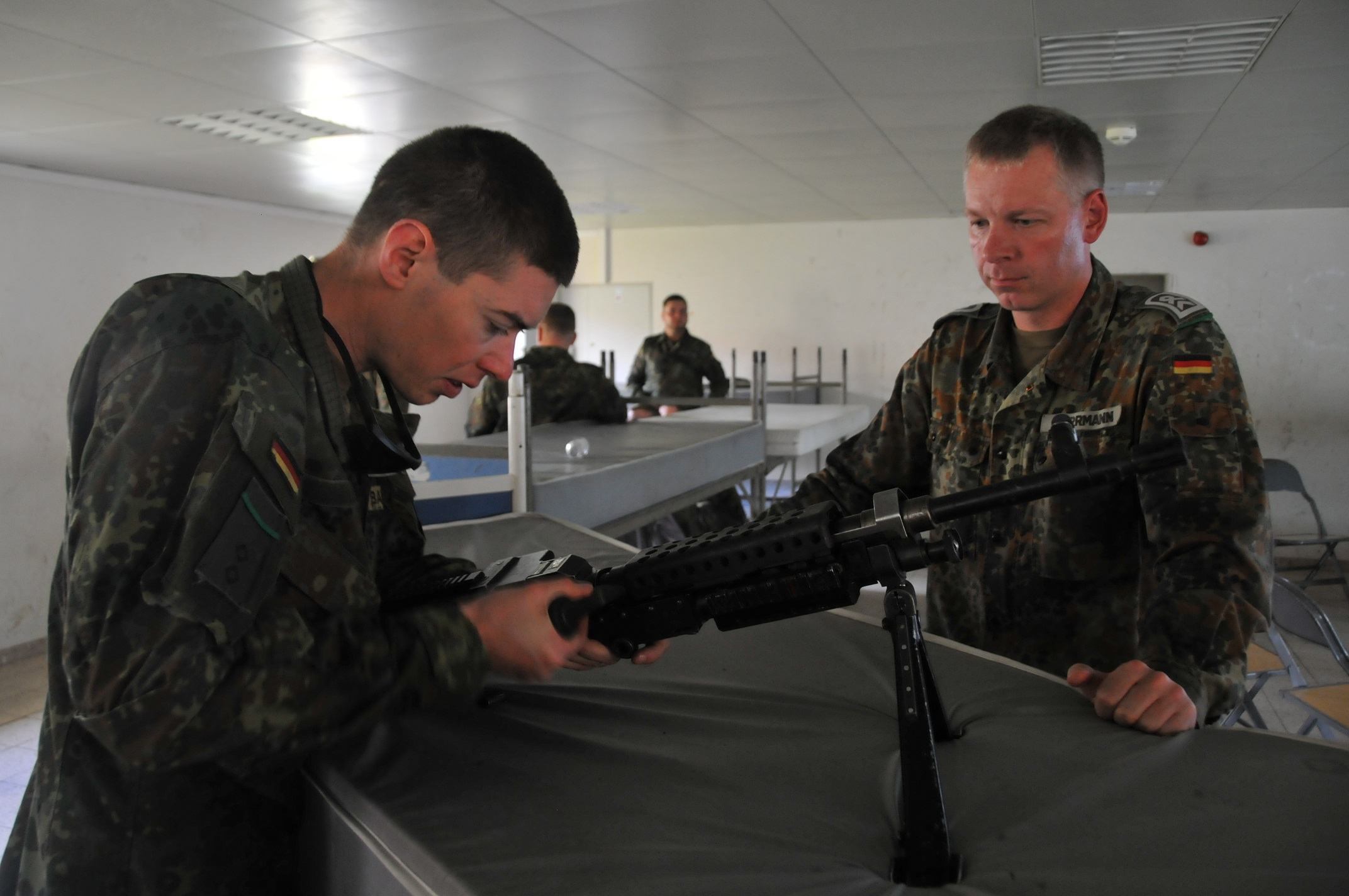
Ein Stabsfeldwebel (rechts)

Das Dienstgradabzeichen für Stabsfeldwebel zeigt einen Kopfwinkel, darunter einen Winkel, beide mit der Spitze nach oben, und eine geschlossene Tresse als Schulterabzeichen.
Bis zur Einführung des Dienstgrades Hauptfeldwebel Mitte 1957 bestand das Abzeichen aus einem mit der Spitze nach oben stehenden Doppelwinkel (wie Oberfeldwebel), mit einem zusätzlichen Einzelwinkel oberhalb davon. Die heute übliche Randtresse der Unteroffiziere war damals noch nicht in Tragung. Die Schulterklappen erhielten erst Mitte 1959 eine umlaufende, auf Höhe der Schulternaht aber noch nicht geschlossene Borte. Bei Luftwaffe und Heer galt dies vom Dienstgrad Unteroffizier aufwärts, bei der Bundesmarine ab dem Dienstgrad Bootsmann. Die Farbe der Borte war in der Anordnung nicht definiert, dürfte sich aber an jener des Dienstgradwinkels orientiert haben. Die unten offene Schulterklappen-Borte identifizierte also noch nicht (wie heute) speziell den Dienstgrad Unteroffizier, sondern fungierte als allgemeines Rangabzeichen des Unteroffiziersstandes. Erst Ende 1962 erhielten alle oberhalb des Dienstgrades Unteroffizier stehenden Unteroffiziere eine auch auf Schulternahthöhe geschlossene Borte.

### Geschichte
Das Bundesministerium der Verteidigung setzte den Dienstgrad Stabsfeldwebel (ebenso Stabsbootsmann, Oberstabsfeldwebel und Oberstabsbootsmann) mit Einführung der Laufbahn der Offiziere des militärfachlichen Dienstes 1969 auf den Aussterbeetat. Neubeförderungen wurden erst seit Anfang 1983 wieder möglich. Spitzendienstgrad der Unteroffiziere war daher zeitweise der Hauptfeldwebel, der über die Besoldungsgruppe A 8 hinaus nun auch die Besoldungsgruppen A 9 sowie A 9 mit Amtszulage erreichen konnte. Diese Regelung entfiel zum 1. Januar 1983.

### Äquivalente, nach- und übergeordnete Dienstgrade
Den Dienstgrad Stabsfeldwebel führen nur Heeres- und Luftwaffenuniformträger. Marineuniformträger derselben Rangstufe führen den Dienstgrad Stabsbootsmann. In den Streitkräften der NATO ist der Stabsfeldwebel zu allen Dienstgraden mit dem NATO-Rangcode OR-8 äquivalent und ist daher mit dem britischen Warrant Officer Class 2 und dem US-amerikanischen Senior Master Sergeant bzw. First Sergeant gleichzusetzen.
In den Feldwebellaufbahnen ist der Stabsfeldwebel gemäß Zentralrichtlinie A-1340/49 zwischen dem rangniedrigeren Hauptfeldwebel bzw. Hauptbootsmann und dem ranghöheren Oberstabsfeldwebel bzw. Oberstabsbootsmann eingeordnet (erste Dienstgradbezeichnung jeweils für Heeres- und Luftwaffenuniformträger; zweite Dienstgradbezeichnung jeweils für Marineuniformträger). Direkt unterhalb des Stabsfeldwebels (ranggleich zum Hauptfeldwebel) sind auch die Dienstgrade Oberfähnrich (für Heeres- und Luftwaffenuniformträger) und Oberfähnrich zur See (für Marineuniformträger) eingestuft, die allerdings nur von Offizieranwärtern durchlaufen werden.
| Unteroffizierdienstgrad |                               |                                       |
| Niedrigerer Dienstgrad |                               | Höherer Dienstgrad                    |
| Hauptfeldwebel Hauptbootsmann Oberfähnrich Oberfähnrich zur See                                                                 | Stabsfeldwebel Stabsbootsmann | Oberstabsfeldwebel Oberstabsbootsmann |
| Dienstgradgruppe: Mannschaften – Unteroffiziere o.P. – Unteroffiziere m.P. – Leutnante – Hauptleute – Stabsoffiziere – Generale |                               |                                       |

## Nationale Volksarmee
Der Rang Stabsfeldwebel wurde in der Nationalen Volksarmee der DDR als höchster Unteroffiziersrang geführt. Äquivalent in der Volksmarine der DDR war der Stabsobermeister. Gemäß den heutigen NATO-Rangcodes wäre der Stabsfeldwebel mit OR-8 vergleichbar.
| Dienstgrad               |                                   |                 |
| niedriger: Oberfeldwebel | Stabsfeldwebel (Stabsobermeister) | höher: Fähnrich |

## Wehrmacht
Der Dienstgrad Stabsfeldwebel wurde 1938 in der Wehrmacht als höchster Rang der Unteroffiziere mit Portepee eingeführt. In den Waffengattungen Kavallerie, Artillerie und Flak lautete die Rangbezeichnung Stabswachtmeister. Dieser Rang entsprach aber auch dem SS-Sturmscharführer der Waffen-SS, dem SA-Haupttruppführer sowie dem Stabsbootsmann der Kriegsmarine, nicht zu verwechseln mit dem seit 1939 eingeführten Stabsoberbootsmann.
| Dienstgrad               |                |                 |
| niedriger: Oberfeldwebel | Stabsfeldwebel | höher: Leutnant |

## Österreich-Ungarn
Die Charge des (Rechnungs-)Stabsfeldwebels existierte in den Streitkräften der K.u.k.-Monarchie bis 1869.
Ende 1913 wurde die Charge Stabsfeldwebel in der k.u.k. Armee Österreich-Ungarns erneut eingeführt, gemeinsam mit Stabswachtmeister und Oberfeuerwerker. Die entsprechenden Chargen wirkten jedoch nicht mehr explizit allein im Rechnungswesen. Ende 1917 erfolgte die Umbenennung der Oberfeuerwerker in Stabsfeuerwerker sowie, bei den Jägern, des Stabsfeldwebels in Stabsoberjäger. Die Sammelbezeichnung lautete Stabsunteroffiziere (Zirkularverordnungen vom 17. November 1913 und 3. September 1917). Vorgesehen war je ein Dienstposten je Kompanie. Ernannt werden konnten verdiente Unteroffiziere, auch unter Überspringung der Feldwebel-Charge. Die Besoldung entsprach jener der Feldwebel (sic), ebenso die Adjustierung, Bewaffnung und Ausrüstung. Im Frieden jedoch Ausmarsch (Paraden, Manöver) ohne Tornister. Den Offizierssäbel am Gehänge und mit gold-gelben Portepee wie die Gagisten ohne Rangklasse und die Fähnriche. Mit den 1915 eingeführten Offiziersstellvertretern bildeten sie die Gruppe der höheren Unteroffiziere. Diese rangierten vor den Gagisten ohne Rangklasse.
Als Kragendienstgradabzeichen anfangs drei weiße Sterne aus Zelluloid. Dazu die 1,3 cm breite kaisergelb-seidene Feldwebelborte mit einem mittig eingewebten 2 mm breiten, schwarzen Längsstreifen. Oberhalb der Borte ein 3 mm schmaler Zwischenraum aus Egalisierungstuch und dann eine 6 mm breite Litze aus Goldgespinst. Im Juni 1914 wurde die Kragendienstgradabzeichen neugestaltet: Die Rangsterne nun seidengestickt, dazu eine 2 cm breite Borte aus Silbergespinst, darüber ein 3 mm schmalen Streifen aus Egalisierungstuch und dann 5 mm breite dessinierten Borte.
Schon vorher war der Rang Stabsfeldwebel in der k.u. Honvéd und in der k.u. Gendarmerie etaisiert. Pendant in der k.k. Gendarmerie sowie in der k.k. Landwehrinfanterie war der Bezirksfeldwebel (Bezirksoberjäger bei den Tiroler Landesschützen). Hier als Kragendienstgradabzeichen drei weiße, sechsspitzige Rangsterne aus Zelluloid (ab Juni 1914 seidengestickt), dazu die 1,3 cm breite Feldwebelborte, jedoch aus Silbergespinst. Die Uniform ähnelte jener der Offiziere, den Offizierssäbel aber mit Portepee aus schwarz-gelber Seide, wie Kadett-Offiziersstellvertreter bzw. Fähnriche. An Waffenrock, Bluse und Mantel keine Achselspangen, wie noch für Kadett-Offiziersstellvertreter (jedoch nicht mehr für Fähnriche) vorgeschrieben. Bezirksfeldwebel den Waffenrock seit 1908 mit zwei Reihen Brustknöpfen. Stabsfeldwebel der k.u.k. Honvéd, bis zur Einführung der „feldgrauen“ (tatsächlich aber hechtgrauen) Montur 1909, hellblaue Ärmelaufschläge und Kragen, anstelle der dunkelblauen der Truppe.
Mit Gründung des Bundesheeres (Republik Österreich) im März 1920 ersetzte der Dienstgrad Stabswachtmeister die Bezeichnung Stabsfeldwebel in sämtlichen Waffengattungen.

## Österreich (2. Republik)
Im heutigen österreichischen Bundesheer, das seit 1955 besteht, entspricht der im Jahr 1965 eingeführte Dienstgrad Oberstabswachtmeister (NATO-Rangcode OR-8) dem Stabsfeldwebel der heutigen Bundeswehr, der heutige Stabswachtmeister (NATO-Rangcode OR-7) ist hingegen gleichrangig mit dem deutschen Hauptfeldwebel.